# Panská skála

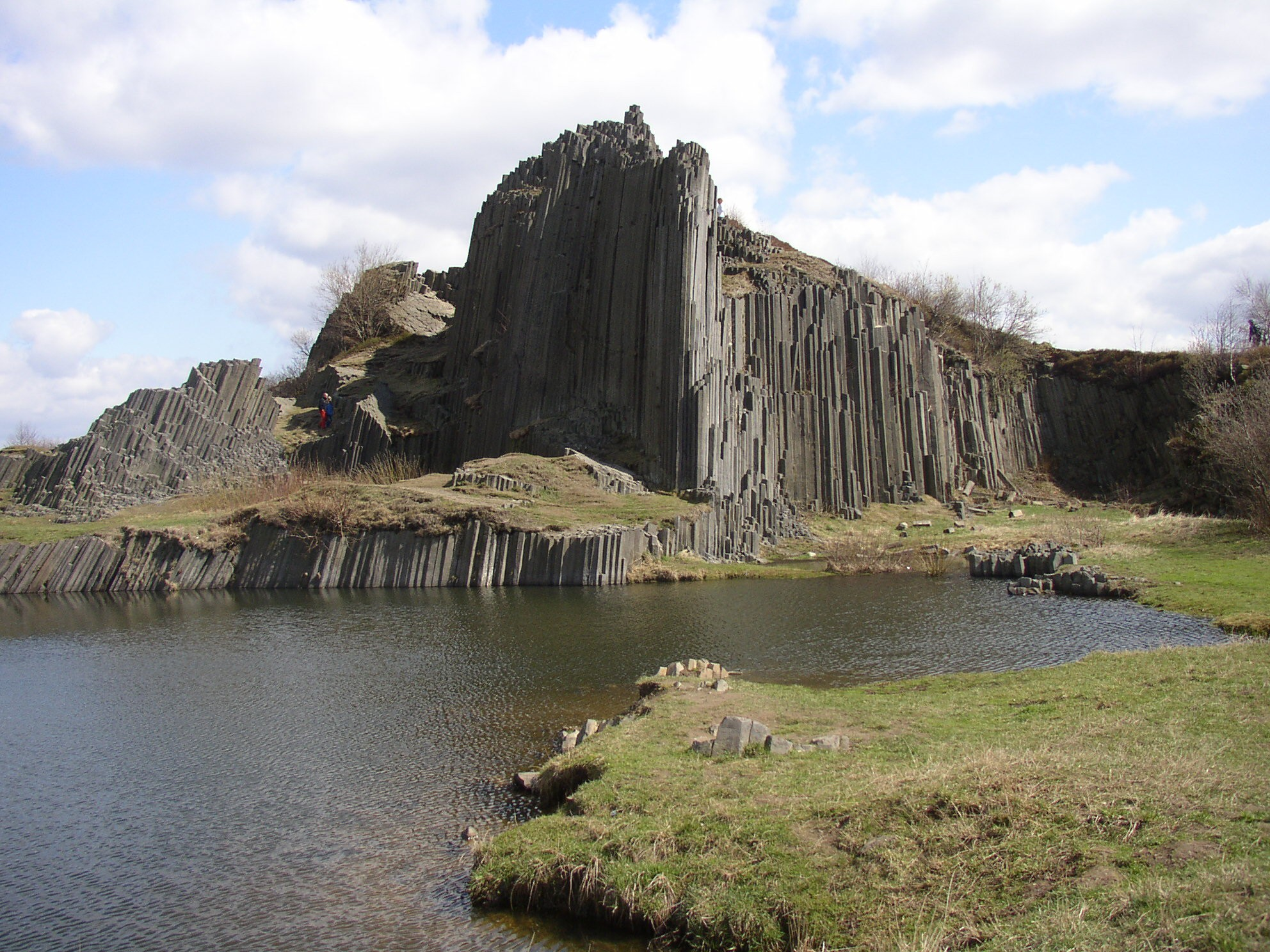
Panská skála

Panská skála (Duits: Herrnhausfelsen) is een rotsformatie van basalt gelegen tussen Nový Bor en dicht in de buurt van Česká Kamenice in de regio Ústí nad Labem, en maakt deel uit van het district Děčín gelegen in het noorden van Tsjechië.
De 30 meter hoge basaltformatie ligt op 597 meter hoogte. Het bestaat uit duizenden veelhoekige basaltzuilen van soms 12 meter lang, met een doorsnede van 20 tot 40 cm. De zuilen zijn vermoedelijk ontstaan in het Tertiair door vulkanische erupties. Bij Panská Skála bevindt zich een klein meer dat door regenwater is ontstaan.